# Laura, abandonada
Laura, abandonada  es el séptimo capítulo de la segunda temporada de la serie de televisión argentina Mujeres asesinas. Este episodio se estrenó el día 23 de mayo de 2006. En el libro de Mujeres asesinas este capítulo recibe el nombre de: Laura M., pirata del asfalto.
Este episodio fue protagonizado por Nancy Dupláa en el papel de asesina. Coprotagonizado por Celeste Cid. También, contó con las actuaciones especiales de Valeria Solís y la primera actriz Mónica Galán. Y la participación de Adriana Ferrer.

## Desarrollo

### Trama
Cecilia (Celeste Cid) debe cumplir una condena de 4 años en la cárcel acusada de atropellar en estado de embriaguez a una persona. Ahí conoce a Laura (Nancy Dupláa), una mujer agresiva, considerada líder en el pabellón, la presidiaria a la que todas temen. Laura se enamora de Cecilia y la pone bajo su protección a cambio de que sea su pareja y esté siempre con ella. No deja que nadie la mire ni la lastime, pero a su vez es celosa hasta el hastío y esto la vuelve muy agresiva y violenta incluso con Cecilia. Las dos mujeres tienen un hijo. Mientras Cecilia recibe semanalmente las visitas de su mamá, hermana y de su hijo, Laura no tiene contacto con su familia. Llega el día en que Laura sale de la prisión, y meses después sale Cecilia. Pero una vez afuera Cecilia ya no quiere mantener esa relación. Esto desata la ira de Laura que asesina a Cecilia con un revólver en un bingo.

### Condena
Laura M. está detenida acusada de homicidio simple. Ya había estado presa en otras cinco oportunidades. Laura tiene 42 años, de los cuales 12 pasó en prisión.

## Elenco
- Nancy Dupláa cómo Laura
- Celeste Cid cómo Cecilia
- Mónica Galán Madre de Cecilia
- Valeria Solís
- Adriana Ferrer

## Adaptaciones
- Mujeres asesinas (Colombia): Laura, la abandonada - Carolina Cuervo